# Charles Bonie
Pour les articles homonymes, voir Bonie.
Charles Joseph Jacques Benjamin Bonie (Marseille, 20 octobre 1818 - Paris, 20 mars 1904) est un officier de marine français.

## Biographie
Il entre à l'École navale en novembre 1833 et en sort aspirant de 2e classe en septembre 1835. Assistant de 1re classe (janvier 1838), il effectue un tour du monde sur la Vénus sous les ordres d'Abel Dupetit-Thouars de novembre 1836 à 1839. 
En janvier 1840, il est nommé enseigne de vaisseau et fait partie de l'équipage de la Belle Poule du prince de Joinville chargée d'aller chercher à Saint-Hélène les cendres de Napoléon. 
Lieutenant de vaisseau (décembre 1845), il sert en Méditerranée jusqu'en 1854. En mars de cette année-là, il est promu capitaine de frégate et commande la batterie flottante Foudroyante dont il contribue à la mise au point. Il commande ensuite l' Olivier (1856) et le Coligny (1857) et devient aide de camp de l'amiral Hamelin (1858-1859). 
Second de l'Impérial (1859), capitaine de vaisseau (décembre 1861), de nouveau aide de camp de Hamelin à la grande chancellerie de la Légion d'honneur (1861-1863), il commande la Magicienne de 1863 à 1865 puis le vaisseau-école Louis XIV (1867-1869). 
Il entre au Conseil des travaux en juillet 1869 ainsi qu'au Comité consultatif de l'artillerie de marine et dirige en 1870 le cuirassé garde-côtes Rochambeau avant de reprendre en main le Louis XIV (1870-1872). 
Contre-amiral (mai 1873), membre du Conseil de perfectionnement de l’École des langues orientales, il commande en sous-ordre la Jeanne-d'Arc en 1874, en escadre d'évolutions, puis la Gauloise et le Suffren (1875-1876). 
Président de la Commission centrale (1877), membre du Conseil des travaux et du Conseil d'amirauté (1879), il est nommé vice-amiral en mai 1879 puis préfet maritime de Brest. 
De nouveau membre du Conseil d'Amirauté en janvier 1882, il prend sa retraite en octobre 1883 et meurt en 1904. 
Il est inhumé au cimetière Montmartre (division 30, Avenue de la Croix, juste à gauche de la tombe de Stendhal.

## Hommages et distinctions
- La rue des Frères Bonie à Bordeaux a été nommée en son honneur ainsi qu'en celui de ses frères, Alphonse et Édouard.
- Chevalier (22 mai 1870), Officier (6 août 1878), Commandeur (30 décembre 1868) et Grand Officier de la Légion d'honneur (6 juillet 1881).
- Président du Yacht Club de France (1890-1891 et 1895-1901)

## Famille
- François Bonie (1789-1874), colonel d'artillerie, inspecteur des poudres, marié à Marie Anne Toussaint Leroy,
  - Charles Joseph Jacques Benjamin Bonie (1818-1904), vice-amiral, marié à Nicole Victorine Elisabeth Denormandie (1830-1901)
    - Cécile Bonie (1854-1879) mariée en 1876 à Léonce Albert Caillard (1846-1917), vice-amiral
      - Madeleine Elisabeth Marie Caillard (1879-1957), mariée vers 1902 à Georges M Charles O'Neill (1872-1939), contre-amiral,
        - Anne Marie O'Neill (1902-1973)
        - Pierre O'Neill (1903-1981), vice-amiral, marié à Jacqueline Pinon (1900-2003)
        - Robert O'Neill (1904-1979), capitaine de frégate
        - Maurice O'Neill (1906- )

  - Pierre Edouard Bonie (1819-1894), juge,
  - Alphonse Bonie (1822-1891), colonel de chasseurs, marié à Bordeaux en 1866 à Jeanne Nelly Brousse (1836- )
  - Théophile Bonie (1828-1911), général de division.